# Andreas Spechtl

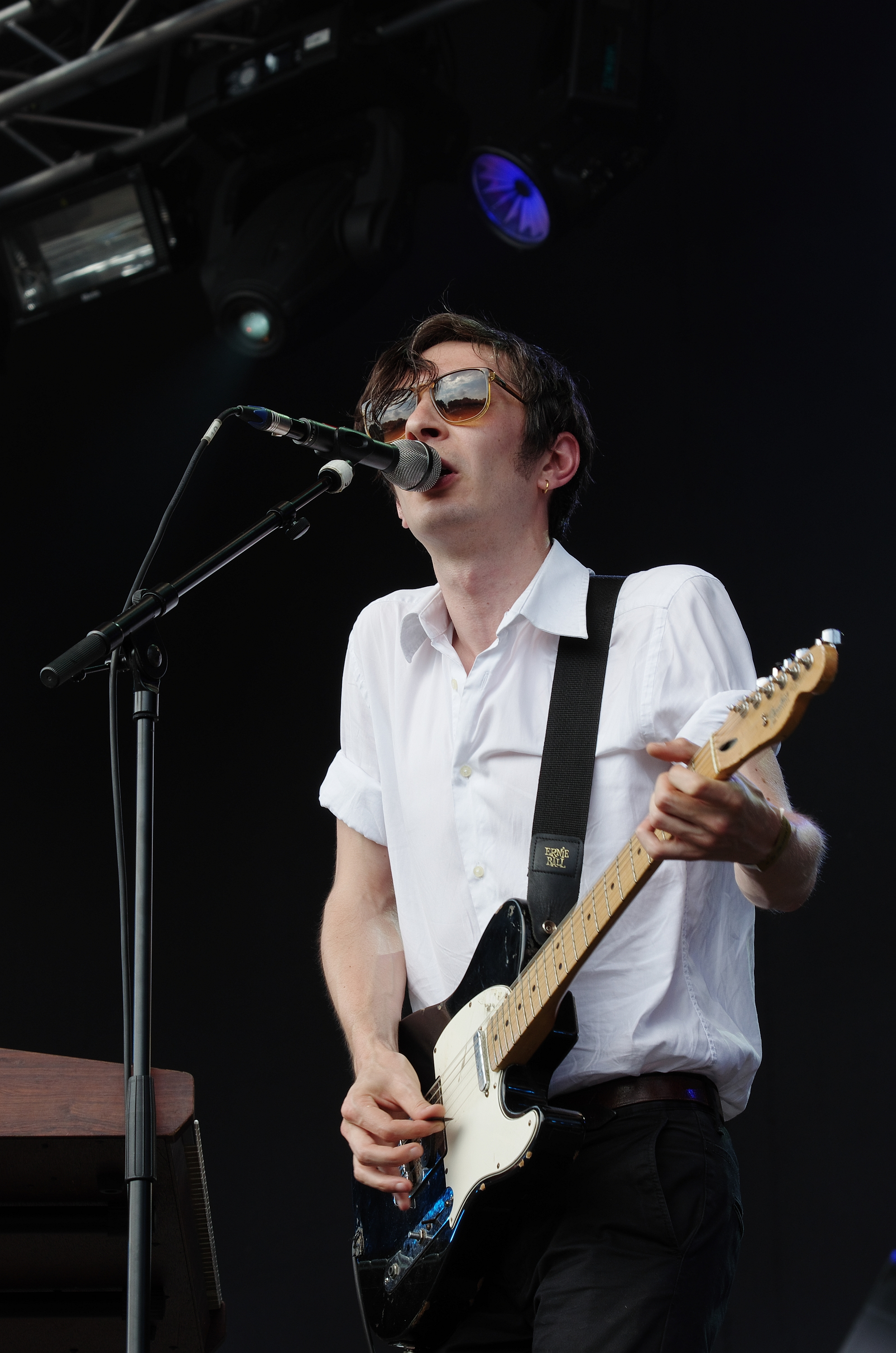
Andreas Spechtl (2013)

Andreas Spechtl (* 1984 in Oberpullendorf, Burgenland) ist ein österreichischer Musiker und Autor. Er ist unter anderem Sänger, Gitarrist und Songwriter der Gruppe Ja, Panik, veröffentlicht Soloplatten und ist als Produzent und Komponist am Theater tätig.

## Leben
Andreas Spechtl wuchs im österreichischen Burgenland auf. 2005 gründete er in Wien gemeinsam mit weiteren den Musikern die Gruppe Ja, Panik. Im Jahr 2017 gründete Spechtl gemeinsam mit Thomas Köck das Performanceprojekt GHOSTDANCE, das unter anderem beim Wiener ImPulsTanz-Festival und am Theater Basel gezeigt wurde. Neben seiner Arbeit als Musiker ist Spechtl als Produzent tätig, unter anderem für die Berliner Songwriterin Christiane Rösinger. Im Jahr 2016 veröffentlichte der Verbrecher Verlag das Buch Futur II, eine im Kollektiv verfasste Autobiographie der Gruppe Ja, Panik.
2021 erschien nach 7 Jahren Pause das aktuelle Album der Gruppe Ja, Panik. Es ist das erste das Spechtl selbst produziert hat.
Im Jahr 2022 zeichnete er sich gemeinsam mit der Wiener Musikjournalistin Dalia Ahmed für die Kuration des Popfest Wien verantwortlich.

## Soloprojekte
2015 veröffentlichte Spechtl mit Sleep sein erstes Soloalbum. 2017 erschien der Nachfolger Thinking About Tomorrow, and How to Build It. Das Album nahm der Musiker größtenteils in Teheran auf, wo er sich dank eines Stipendiums für zwei Monate aufhielt. Spechtls dritte Soloplatte Strategies ist wiederum zum Teil in Mexiko entstanden. Die Taz schreibt über das Album: „Im zweiten Stück, „The Separate“, stehen der schieren Menge künstlerischer Ausdrucksmöglichkeiten von Kraftwerk bis Michael Rother Leute gegenüber, die „sich selbst verdunkeln“. Die Romantik der Musik trägt Boxkämpfe mit den Biografien von Spechtls Wegbegleitern aus. Hörer sehen förmlich die Neonlichter an den Decken der Räume, in denen „The Separate“ als Gegenwartsdrama aufgeführt wird. Es kann das Herz auf eine Weise zerreißen wie der Tod Mimis in Puccinis Oper „La Bohème“.“
BBC Radio 3 sagt über das Album: „Andreas Spechtl offers a survival strategy for the new world in the form of motoric beats, catchy hooks and cutting lyrics.“

## Diskografie

### Soloalben
- 2015: Sleep (Staatsakt)
- 2017: Thinking About Tomorrow, and How to Build It (Bureau B)
- 2019: Strategies (Bureau B)

### Sonstige Veröffentlichungen
- 2018: Moebius Story Leidecker/Andreas Spechtl (EP, Bureau B)

## Theater (Auswahl)
- 2012: Katarakt/Brief an Deutschland, Hebbel am Ufer (als Musiker mit Ja, Panik). Regie: Patrick Wengenroth.
- 2017: Feminista, Baby!, Deutsches Theater (als Musiker). Regie: Tom Kühnel, Jürgen Kuttner.
- 2018: Moby Dick, RambaZamba Theater (Musik). Regie: Jacob Höhne.
- 2019: Stadt unter Einfluss, Hebbel am Ufer (Musik, Co-Komposition, Arrangement). Regie: Christiane Rösinger, Co-Regie: Marlene Blumert und Meike Schmitz.
- 2021: Algo Pasó (La Última Obra), Schauspiel Stuttgart (Musik und Sounddesign). Regie: Thomas Köck, Anna Laner.
- 2022: vendetta vendetta, Schauspiel Leipzig (Komposition für Chor).  Regie: Thomas Köck.
- 2022 Solastalgia, Schauspiel Frankfurt (Komposition für Oboe, Horn und Klarinette). Regie: Thomas Köck.